# Jul i främmande hamn
Jul i främmande hamn är en julsång skriven av Sven Rüno, är en julsång, inspelad på skiva av Johnny Bode för  Sonora, och utgiven i november 1938 på B-sidan till "Den sista julresan" och av Erik Källqvist, utgiven som A-sida på Columbia i december samma år. Sången har också spelats in av Yngve Stoor, då utgiven 1957 på EP-skivan White Christmas.
Sången handlar om sjömän från Sverige som firar jul i en hamnstad vid namn Rio Grande i ett icke nämnt land. Sången innehåller ett utdrag från Alice Tegnérs sång Kring julgranen.
1970 spelade sångerskan Thory Bernhards in melodin med en annan text, då med titeln Rolle skriven av John Algot.

### Fotnoter
1. ↑  ”Den sista julresan”. Svensk mediedatabas. 25 februari 1938. http://smdb.kb.se/catalog/id/000102141. Läst 10 december 2010.
2. ↑  ”Jul i främmande hamn”. Svensk mediedatabas. 25 februari 1938. http://smdb.kb.se/catalog/id/000079214. Läst 10 december 2010.
3. ↑  ”White Christmas”. Svensk mediedatabas. 25 februari 1938. http://smdb.kb.se/catalog/id/002013604. Läst 10 december 2010.
4. ↑  ”Kapitel 14: Nu är det kyssdags igen (1965-1970)”. Thory Bernhards sida. 25 februari 1970. Arkiverad från originalet den 9 augusti 2014. https://web.archive.org/web/20140809215242/http://webs5000.webs.com/Thory/Kapitel14.html#Rolle. Läst 13 september 2008.